# 千葉大学工学部・大学院工学研究院
千葉大学工学部（ちばだいがくこうがくぶ、英称:Faculty of Engineering）は、千葉大学に設置される学部の一つである。千葉大学大学院工学研究院（ちばだいがくだいがくいんこうがくけんきゅういん、英称:Graduate School of Engineering）は千葉大学大学院に設置される研究科以外の組織の一つである。

## 概要
千葉大学工学部は、東京高等工芸学校を前身とし、1949年の千葉大学発足時に工芸学部として設立された学部である。1951年に工学部と改称され、1952年には千葉大学工業短期大学部を併設した。1965年大学院工学研究科を設置。

## 沿革
- 1921年 - 勅令第456号文部省直轄諸学校官制改正により東京高等工芸学校が開設[1]
- 1949年 - 千葉大学工芸学部に改組[1]。千葉県松戸市に開設
- 1950年 - 千葉大学工学部と改称[1]。
- 1952年 - 千葉大学工業短期大学部を設置。
- 1964年8月 - 松戸より西千葉へ移転
- 1965年 - 大学院工学研究科を設置
- 1968年4月 - 大学院定員を増員
- 1976年4月 - 工業短期大学部を工学部特設工学課程に改組。環境造形計画専攻など設置
- 1978年4月 - 特設工学課程の改組 昼夜開講型のBコースが発足
- 1982年4月 - 大学院工学研究科で建築専攻が建築学専攻と建築工学専攻の2専攻に分離
- 1988年4月 - 大学院自然科学研究科発足。博士(後期)課程設置
- 1990年4月 - 大講座制導入により学科の改組や再統合を進め、4大講座11教育研究分野へ再構成
- 1994年4月 - 学年進行による大学院工学研究科改組
- 1996年4月 - 大学院工学研究科修士課程を大学院自然科学研究科博士前期課程に改組
- 1998年4月 - 大学科制導入によりそれまでの意匠工学科と建築学科が合併してデザイン工学科を構成。新たに都市環境システム学科新設、一部教官が建築学科から転出するとともに、建築学科はデザイン工学科建築系として2大講座8研究分野に。博士後期課程改組
- 2002年4月 - 学年進行により大学院自然科学研究科博士前期課程を改組
- 2004年4月 - 国立大学法人化（組織は変更無し）
- 2007年4月 - 大学院を改組、学部教員の所属も工学研究科へ
- 2008年4月 - デザイン工学科が建築学科とデザイン学科に再分離となる等、工学部を改組
- 2017年4月 - 大学院と工学部を改組し、学部が1学科9コース制に
- 2024年4月 - 情報工学コースが情報・データサイエンス学部に移行。これにより工学部は1学科8コース制に

## 学部
- 入学定員620名[2]

### 総合工学科
2017年以降は総合工学科の一学科のみ。千葉大学#学部参照。
- 旧建築学科[2] → 建築学コース
- 旧都市環境システム学科[2] → 都市環境システムコース
  - 都市空間計画、都市基盤工学、都市環境工学、都市情報工学の4つの領域
- 旧デザイン学科[2] → デザインコース
  - 生産システム、環境ヒューマノミクスの各教育研究領域
- 旧画像科学科[2] → デザインコース情報コミュニケーション教育研究領域
- 旧機械工学科[2] → 機械工学コース
  - 材料・強度・変形、加工・要素、システム・制御・生体工学、環境・熱流体エネルギーの各教育研究領域
- 旧メディカルシステム工学科[2] → 医工学コース
- 旧電気電子工学科[2] → 電気電子工学コース
- 旧ナノサイエンス学科[2] → 物質科学コース
- 旧共生応用化学科[2] → 共生応用化学コース
  - バイオ機能化学、環境調和分子化学、無機・計測化学、資源プロセス化学の各領域
- 旧情報画像学科[2] → 情報工学コース

## 大学院

### 融合理工学府
理学から工学にわたる数学情報科学専攻，地球環境科学専攻，先進理化学専攻，創成工学専攻，基幹工学専攻の5専攻から構成され，これら5専攻の下に16の各専門分野に対応するコースを設置している。旧工学研究科からの改変コースは以下の通り。くわしくは千葉大学#研究科参照。
- 旧建築・都市科学専攻[3]
- 旧人工システム科学専攻[3]
- 旧関連専攻（融合科学研究科）[3]

→創成工学専攻 建築学コース

→創成工学専攻 デザインコース

→創成工学専攻 イメージング科学コース

→地球環境科学専攻 都市環境システムコース

→基幹工学専攻 機械工学コース

→基幹工学専攻 医工学コース

→基幹工学専攻 電気電子工学コース

→先進理化学専攻 物質科学コース

→数学情報科学専攻 情報科学コース

## 著名な出身者

### 政治・行政
- 石母田達 - 元衆議院議員、元日本共産党横浜市委員会委員長
- 伊藤吉和 - 元府中市長、元府中市助役、元建設省住宅整備課課長補佐
- 上野雄一 - 元東京都技監、元東京都都市整備局長、豊島区副区長、東京都職員信用組合理事長

### 経済
- 大沼邦彦 - 元日立オートモティブシステムズ社長、元日立製作所副社長、元日本品質管理学会会長、デミング賞本賞
- 大矢敏行 - 学校法人大矢学園創立者、代々木アニメーション学院設立者、専修学校マルチメディアアート学園設立者
- 岡田賢二 - 伊藤忠エネクス社長、元伊藤忠商事代表取締役
- 黒木靖夫 - 元ソニー企業社長
- 小柴満信 - JSR名誉会長、経済同友会副代表幹事
- 後藤卓也 - 元花王社長、元日本マーケティング協会会長
- 小松永門 - マウスコンピューター社長
- 沢村嘉一 - 元凸版印刷社長、藍綬褒章
- 高瀨伸利 - 西松建設社長
- 高橋秀明 - 元日立金属社長、元日立電線社長、元日立製作所副社長、元日本電線工業会会長
- 田鎖郁男 - エヌ・シー・エヌ創業者・社長
- 田中俊輔 - sMedio創業者・元社長
- 戸田雄三 - 元富士フイルムホールディングス取締役最高技術責任者兼富士フイルム副社長、初代再生医療イノベーションフォーラム会長
- 中村光男 - 元日建設計社長
- 長谷川國雄 - 元自由国民社社長
- 前多俊宏 - エムティーアイ創業者・社長
- 桝村聡 - 高砂香料工業社長
- 松谷貫司 - 元マニー社長
- 渡辺由美子 - キッズドア設立者・代表理事
- 金星建 - 上海金星万年筆創立者・初代工場長[4]

### マスコミ、ジャーナリズム
- 西田百合子 - 元テレビ朝日アナウンサー
- 秋元啓一 - 元朝日新聞社写真部長
- 吉岡専造 - 元朝日新聞社写真部長、日本写真協会功労賞
- 大束元 - 元朝日新聞社写真部長、元全日本写真連盟事務局長
- 佐怒賀三夫 - 元中日新聞社記者
- 中谷正人 - 元新建築社編集部長、元新建築編集長

### 研究、技術
- 青木栄一 - 地理学、東京学芸大学名誉教授、元歴史地理学会会長
- 桑木野幸司 - 建築美学、大阪大学栄誉教授、日本学術振興会賞、地中海学会ヘレンド賞、サントリー学芸賞
- 坂田俊文 - 情報工学、東海大学教授、NHK放送文化賞
- 下間久美子 - 文化財学、國學院大學教授
- 末松征比古 - 成形加工技術、三井石油化学工業ポリマー市場開発センター所長、プラスチック成形加工学会会長
- 園田眞理子 - 建築学、明治大学教授
- 髙野公男 - 環境工学、東北芸術工科大学名誉教授、元地域安全学会会長
- 橋本宇一 - 金属工学、元科学技術庁金属材料技術研究所長、元日本機械学会会長
- 藤田誠 - 化学、東京大学教授、ウルフ賞化学部門、紫綬褒章、江崎玲於奈賞、日本IBM科学賞
- 古山俊一 - シンセサイザー研究、尚美学園大学教授
- 松岡由幸 - デザイン科学、慶應義塾大学名誉教授
- 宮下芳明 - ヒューマンコンピュータインタラクション、エンタテインメントコンピューティング、明治大学総合数理学部教授
- 丸岡勇夫 - プログラマ、マイアルバム事業本部長、フリーソフトウェア大賞入賞
- 水谷惟恭 - 材料工学、東京工業大学名誉教授、元東京工業高等専門学校長、元嘉悦学園理事長、元日本セラミックス協会副会長
- 吉崎航 - ロボット工学、アスラテックチーフロボットクリエイター、V-Sido OS開発者

### 建築
- 松本哲夫 - 建築家、インテリアデザイナー、毎日産業デザイン賞
- 小倉亮子 - 建築家、グッドデザイン賞
- 泉幸甫 - 建築家、日本大学教授、日本建築学会賞作品選奨
- 江尻憲泰 - 構造家、長岡造形大学教授
- 川西康之 - 建築家、デザイナー、グッドデザイン賞、土木学会デザイン賞最優秀賞、鉄道友の会ローレル賞、日本鉄道賞

### デザイン
- 根津孝太 - デザイナー、グッドデザイン賞、ドイツ iF デザイン賞
- 伊藤憲治 - グラフィックデザイナー、紫綬褒章
- 大橋正 - グラフィックデザイナー、紫綬褒章、毎日デザイン賞
- 小泉均 - グラフィックデザイナー、元長岡造形大学教授、日本タイポグラフィ協会実験作品賞
- 富田一彦 - プロダクトデザイナー、グッドデザイン賞
- 渡辺力 - プロダクトデザイナー、元東京造形大学教授、紫綬褒章、1957年ミラノ・トリエンナーレ金賞
- 伊藤紀之 - インダストリアルデザイナー、共立女子大学名誉教授、元服飾文化学会会長
- 佐々木達三 - インダストリアルデザイナー、元武蔵野美術大学教授、元日本インダストリアルデザイナー協会理事長
- 石井守 - 工業デザイナー、SUBARUデザイン部長
- 澄川伸一 - プロダクトデザイナー、大阪芸術大学教授、 レッド・ドット・デザイン賞
- 竹原あき子 - 工業デザイナー、和光大学名誉教授
- 坂本鐵司 - 工業デザイナー、静岡文化芸術大学教授
- 豊口協 - 工業デザイナー、元東京造形大学学長
- 秋岡芳夫 - 工業デザイナー、元共立女子大学教授、毎日産業デザイン賞
- 宇田川信学 - 工業デザイナー、IDEA金賞、日本グッドデザイン最優秀賞
- 佐々木和郎 - テレビ美術デザイナー、東京工科大学教授、テレビ日本美術家協会伊藤熹朔賞

### 美術
- 山口正城 - 画家、グラフィックデザイナー、元千葉大学教授
- 風間完 - 挿絵画家、菊池寛賞、講談社挿絵賞
- 永地秀太 - 洋画家、レジオンドヌール勲章
- 大野みつ子 - 洋画家、女流画家協会マツダ賞
- 山内壮夫 - 彫刻家、元新制作協会運営委員長
- 本郷新 - 彫刻家、北海道文化賞
- 中里太郎右衛門 - 陶芸家、元日本芸術院会員、日本芸術院賞
- 會田雄亮 - 陶芸家、東北芸術工科大学名誉教授、ファエンツァ国際陶芸展金賞
- 成田壽一郎 - 木工家、元千葉大学教授
- 村木与四郎 - 美術監督、元日本映画・テレビ美術監督協会理事長
- 鈴田照次 - 染織家、人間国宝、紫綬褒章、芸術選奨文部大臣賞

### 写真
- 豊田芳州 - 写真家、元英国王立写真協会日本支部理事長
- 中村正也 - 写真家、元日本広告写真家協会会長、日本写真協会功労賞
- 荒木経惟 - 写真家、芸術家、毎日芸術賞特別賞、安吾賞、織部賞
- 高橋邦典 - 写真家、日本絵本賞大賞
- 長尾靖 - 写真家、ピューリッツァー賞、世界報道写真大賞
- 白鳥真太郎 - 広告写真家、日本広告写真家協会会長

### 映画、映像
- 荻上直子 - 映画監督、テディ賞審査員特別賞、芸術選奨新人賞、藤本賞
- 真島理一郎 - 映像作家、文化庁メディア芸術祭エンターテイメント部門優秀賞

### 文芸
- 北重人 - 小説家、大藪春彦賞
- 清水杜氏彦 - 推理作家、アガサ・クリスティー賞、小説推理新人賞
- 角田喜久雄 - 推理作家、日本探偵作家クラブ賞
- 高畑正幸 - 文房具ライター、グッドデザイン賞、キッズデザイン賞
- 田中雅夫 - 写真評論家、元日本カメラ編集長、元日本リアリズム写真集団副理事長

### 漫画、ゲーム
- やなせたかし - 漫画家、絵本作家、元日本漫画家協会会長、日本漫画家協会賞大賞、東京国際アニメフェア功労賞
- コンタロウ - 漫画家、ヤングジャンプ賞佳作
- 夏目義徳 - 漫画家、小学館新人コミック大賞少年部門入選
- 遠藤雅伸 - ゲームクリエイター、ゲームスタジオ創業者、東京工芸大学教授、日本デジタルゲーム学会会長

### 芸能
- 桂歌之助 - 落語家、文化庁芸術祭新人賞、咲くやこの花賞、繁昌亭大賞輝き賞
- 八波むと志 - コメディアン、俳優
- 尾形歩 - 俳優
- 菊池亜希子 - モデル、女優
- 武虎 - 声優
- 茂木淳一 - タレント、ナレーター
- 白井剛 - 舞踏家、振付師